# Germen Gelpi

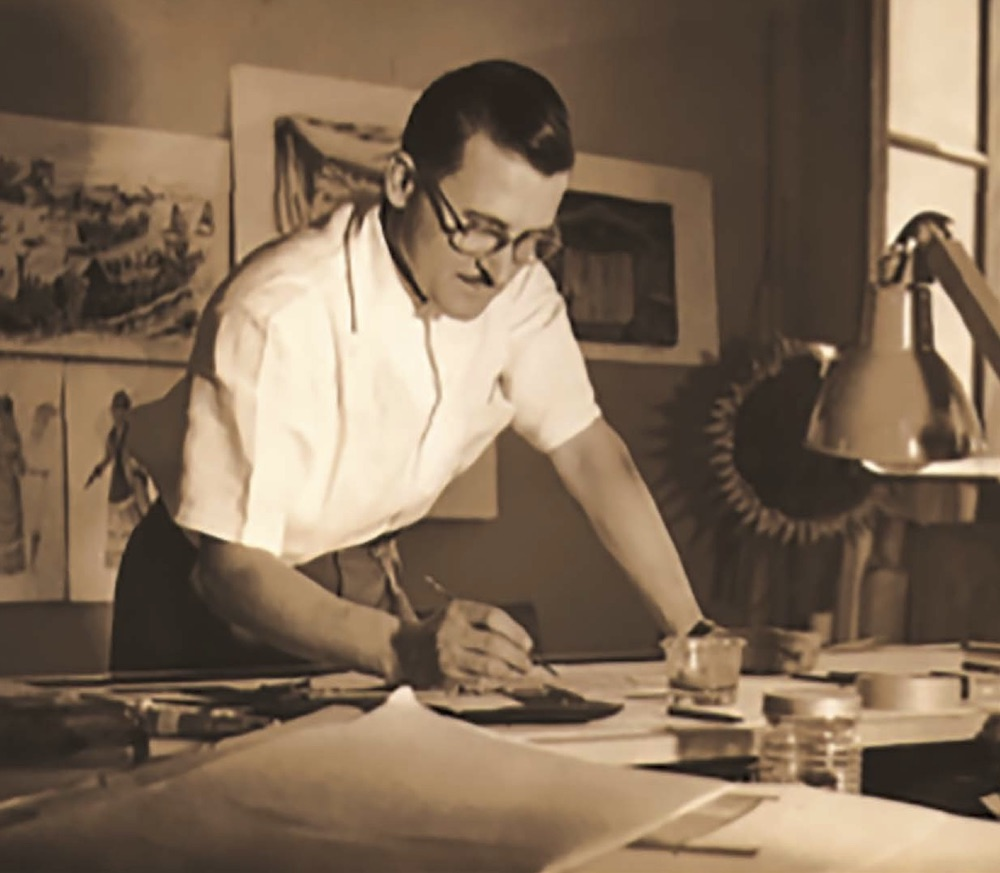
Germen Gelpi trabajando sobre el tablero que le fuera donado por la viuda de Rodolfo Franco

Germen Gelpi (Buenos Aires, 28 de agosto de 1909 - ibídem, 25 de noviembre de 1982) fue un escenógrafo, vestuarista, pintor, dibujante y director artístico argentino. Fue Rector de la Escuela Superior de Bellas Artes, Ernesto de la Cárcova.

## Biografía
Germen Gelpi fue profesor de dibujo y profesor Superior de Escenografía. Actuó en la Agrupación Argentina de Estudios Literarios y Escénicos como director de escenografía y en el Instituto Superior de Cultura del Magisterio, dirigiendo y proyectando el “Acuario Mar del Plata”. En el campo de la docencia
trabajó intensa e ininterrumpidamente de 1936 hasta 1980 en prestigiosas instituciones. Desde 1965 hasta el momento de su deceso trabajó con los principales directores teatrales del país (Armando Discépolo, Mottura, Petrone,  Esteban Serrador, Rodolfo Graziano…) y del extranjero (Margarita Xirgu, Jean Marchat…). Bajo la dirección de Rodolfo Franco realizó los decorados en el Teatro Odeón para Le Marquis de Priola y luego, en colaboración con Vanarelli, los de Intermezzo, Asmodeo y Liolá. A partir de 1962 trabajó en el Teatro Municipal General San Martín. En
el Teatro Colón trabajó para la ópera y el ballet. Entre 1964 y 1969 fue director de escenografía de Canal 7 y en 1969, de Canal 2. Durante los años 1944 a 1956 se desempeñó como Director de Escenografía de la productora de películas “Artistas Argentinos Asociados”, habiendo realizado más de doscientas
películas para esta y otras empresas argentinas y coproducciones. En cine se destaca su labor con directores como Carlos Rinaldi (Pimienta), Lautaro Murúa (La Raulito), Francisco Mugica (Mi Buenos Aires Querido), Daniel Tinayre (La Patota), Julio Saraceni (Catita es una dama), Mario Soffici (El hombre que debía una muerte) y Lucas Demare (Mercado de Abasto, Pampa Bárbara). Por otra parte, podemos destacar, entre su producción ensayística de incalculable valor, las publicaciones: La escenografía, con Luis Diego Pedreira y Horacio Esquivel, El teatro de títeres en la escuela con Alfredo Bagalio, y La escenografía en el cine.

## Carrera
Discípulo de Rodolfo Franco, colaboró con este en diversos trabajos teatrales y se incorporó al cine en 1944, con una notable labor, en Pampa bárbara, de Lucas Demare y Hugo Fregonese.
Estudió escenografía junto a Carlos Beitía y Jorge Alberto Gueijman. A lo largo de su extensa carrera colaboró en cine y en teatro con Martín Mendilaharzu, Alfredo Bagaglio y Mario Vanarelli.
Fue un destacado escenógrafo, vestuarista y dibujante de decenas de films entre ellos Como tú lo soñaste, La cuna vacía, La calle grita, Mi mujer está loca y Pimienta y Pimentón, entre muchos otros.
En teatro trabajó como un laureado pintor de fuertes realizaciones, que ha ejecutado las decoraciones para numerosas obras como Una libra de carne (1958) en el Teatro Arena, y Juanita la popular. También se desempeñó como director de los estudios 'Baires" de populares artistas.
Según destaca la investigadora Cora Roca en su libro Homenaje a la escenografía argentina (Editorial Eudeba) “la cronología artística hallada registra 300 escenografías de teatro, incluyendo el vestuario; cabe mencionar que algunas obras fueron creadas conjuntamente con su compañero de estudio y amigo Mario Vanarelli. Realizó 93 películas, 100 programas de televisión resultando un total de 943 obras escenográficas”.
En 1983 le realizaron un homenaje en la reapertura del Teatro de la Ribera.

## Teatro
1957 - Así es, si le parece - Obra de Luigi Pirandello - Dirección: Armando Discépolo.
1958 - Juan Moreira - de Rodolfo Kush - Dirección: Francisco Petrone
1960 - Fundación del desengaño - de Atilio Betti - Dirección: Pedro Escudero
1961 - Relojero - de Armando Discepolo - Dirección: Armano Discépolo
1962 - El caballero del Olmedo - de L. de Vega - Dir: Escudero - Figurines de Biyina Klappenbach
1963 - Tungasuka - de Bernardo Canal Feijóo - Dirección: Francisco Petrone
1967 - La guitarra del diablo - de Carlos A. Giuria - Dirección: Mario Soffici
1972 - La verdad sospechosa - de Juan Ruiz de Alarcón - Dirección: Esteban Serrador
1976 - Los Rústicos -de Carlo Goldoni - Dirección: Rodolfo Graziano
1977 - Mustafá - de Armando Discépolo - Dirección: Omar Grasso
1977 - Mateo - de Armando Discépolo 
1979 - Los Mirasoles - de Julio Sánchez Gardel - Dirección: Julio Ordano
1982 - Las de Barranco - de Gregorio de Laferrère - Dirección: Rodolfo Graziano

## Filmografía
- 1944: Pampa Bárbara
- 1946: Donde mueren las palabras
- 1947: Como tú lo soñaste
- 1947: Nunca te diré adiós
- 1948: La calle grita
- 1948: La caraba
- 1948: Por ellos... todo
- 1948: Al marido hay que seguirlo
- 1949: De padre desconocido
- 1949: La cuna vacía
- 1949: De hombre a hombre
- 1950: La fuerza ciega
- 1950: Esposa último modelo
- 1950: Romance en tres noches
- 1950: Arrabalera
- 1950: Cinco grandes y una chica
- 1951: Fantasmas asustados
- 1951: Vivir un instante
- 1951: Pasó en mi barrio
- 1951: El pendiente
- 1951: El heroico Bonifacio
- 1952: Mi mujer está loca
- 1952: La patrulla chiflada
- 1952: Vuelva el primero!
- 1953: Del otro lado del puente
- 1953: Dock Sud
- 1953: Ellos nos hicieron así
- 1954: Dringue, Castrito y la lámpara de Aladino
- 1954: Casada y señorita
- 1954: Sucedió en Buenos Aires
- 1954: El grito sagrado
- 1954: Mujeres casadas
- 1954: El calavera
- 1954: Desalmados en pena
- 1954: Un hombre cualquiera
- 1955: Un novio para Laura
- 1955: El millonario
- 1955: Mercado de abasto
- 1955: El hombre que debía una muerte
- 1955: Los peores del barrio
- 1955: Pájaros de cristal
- 1955: El amor nunca muere
- 1955: El último perro
- 1956: El satélite chiflado
- 1956: Después del silencio
- 1956: Estrellas de Buenos Aires
- 1956: Sangre y acero
- 1956: Marta Ferrari
- 1956: Catita es una dama
- 1956: La pícara soñadora
- 1956: Los tallos amargos
- 1957: Una viuda difícil
- 1957: Cinco gallinas y el cielo
- 1957: Todo sea para bien
- 1958: La morocha
- 1959: He nacido en Buenos Aires
- 1960: La patota
- 1960: Yo quiero vivir contigo
- 1961: El centroforward murió al amanecer
- 1961: Mi Buenos Aires querido
- 1963: Pesadilla
- 1963: La calesita
- 1963: Rata de puerto
- 1963: Lucía
- 1964: El demonio en la sangre
- 1964: Proceso a la ley
- 1964: Bettina
- 1964: La industria del matrimonio
- 1964: El desastrólogo
- 1964: El octavo infierno, cárcel de mujeres
- 1966: Pimienta
- 1966: Hotel alojamiento
- 1966: La gorda
- 1966: Ritmo, amor y juventud
- 1967: Patapúfete
- 1967: ¡Al diablo con este cura!
- 1968: El derecho a la felicidad
- 1968: Maternidad sin hombres
- 1968: La ruleta del diablo
- 1970: Pimienta y Pimentón
- 1971: Bajo el signo de la patria
- 1972: Mi amigo Luis
- 1972: La pandilla inolvidable
- 1973: Adiós Alejandra
- 1973. Andrea
- 1973: La casa del amor
- 1975: La Raulito[5]